# Vallerange
Vallerange é uma comuna francesa na região administrativa de Grande Leste, no departamento de Mosela. Estende-se por uma área de 6,64 km². Em 2010 a comuna tinha 215 habitantes (densidade: 32,4 hab./km²).